# Энбекши-Казах
Энбекши-Казах — упразднённый в 2008 году аул в Называевском районе Омской области. Входил в состав Утинского сельского поселения. 

## География
Располагался в 6 км к западу от села Утичье.

## История
Исключен из учётных данных в 2008 г.

## Население
Согласно результатам переписи 2002 года в населённом пункте проживало 2 человека, 100 % казахи.